# خوس هررو
خوس هررو (انگلیسی: Chus Herrero؛ زادهٔ ۱۰ فوریهٔ ۱۹۸۴) بازیکن فوتبال اهل اسپانیا است.
از باشگاه‌هایی که در آن بازی کرده‌است می‌توان به باشگاه فوتبال ژیرونا، باشگاه فوتبال رئال وایادولید، و باشگاه فوتبال رئال ساراگوسا اشاره کرد.